# Wybory parlamentarne w Bangladeszu w 2014 roku
Wybory parlamentarne w Bangladeszu w 2014 roku odbyły się 5 stycznia 2014. W wyborach zwyciężyła rządząca Liga Ludowa.

## Tło
Od października 2013 Nacjonalistyczna Partia Bangladeszu i jej sojusznicy przeprowadzili strajki powszechne, mające zmusić premier Hasinę Wazed do ustąpienia. Premier odmówiła podania się do dymisji. 3 stycznia 2014 liderka opozycyjnego ugrupowania wezwała zwolenników do bojkotu wyborów.

## Kontrowersje
Wybory odbyły się w atmosferze terroru. Podczas wyborów doszło do zamachu, w którym zginęło 18 osób. W 400 lokalach wstrzymano głosowanie. W 41 lokalach wyborczych zbojkotowano głosowanie. Zwycięska partia zdobyła 105 na 147 mandatów w parlamencie. Wstępna frekwencja wyniosła około 30%.

## Reakcje międzynarodowe
Stany Zjednoczone i Unia Europejska odmówiły wysłania swoich obserwatorów na wybory. Powodem były wątpliwości co do uczciwości procesu wyborczego.